# Rube Lautenschlager
Reuben Lautenschlager, detto Rube (Oshkosh, 7 settembre 1915 – Sheboygan, 5 gennaio 1992), è stato un cestista statunitense, professionista nella NBL con i Sheboygan Red Skins.

## Palmarès
- Campione NBL (1943)
- All-NBL Second Team (1940, 1944)